# Između nas (Miach EP)
Između nas prvi je EP i ujedno prvi projekt hrvatske pjevačice Miach, objavljen 19. rujna 2022. godine pod diskografskom kućom Aquarius Records. 
EP se sastoji od 4 pjesme ljubavne tematike koju odražava i samo ime EP-a. »Svaka pjesma na svoj način opisuje ljubavni odnos i priča neku drugu priču, a zaigrano su omotane u r&b i pop zvuk«, rekla je Miach za magazin Ravno Do Dna:
»Pjesma ‘NLO’ nastala je tijekom ljeta te smo na njoj radili Mihovil Šoštarić Lockroom i ja. Jedne ljetne večeri Miha i ja smo gledali film Man in Black te kada smo sljedeće jutro došli u studio, dok je Miha radio beat, ja sam inspirirana filmom počela pjevušiti ‘K’o da s drugog planeta si…’. Pogledali smo se i znali da je to – to, te smo oko tog stiha i sagradili cijelu pjesmu.«
Na pjesmi ‘NLO’, koja ima i prateći spot, gostuje Hiljson Mandela.

## Popis pjesama
| 1.    | »NLO«     | 3:00 |
| 2.    | »Pravila« | 2:55 |
| 3.    | »Ruke«    | 2:24 |
| 4.    | »vtp«     | 2:32 |
| 10:00 |           |      |